# Rectificació activa

Caiguda de tensió entre un díode i un MOSFET. La propietat de baixa resistència d'un MOSFET redueix les pèrdues ohmiques en comparació amb el rectificador de díode (per sota de 32 A en aquest cas), que presenta una caiguda de tensió important fins i tot a nivells de corrent molt baixos. El paral·lel de dos MOSFET (corba rosa) redueix encara més les pèrdues, mentre que el paral·lel de diversos díodes no reduirà significativament la caiguda de tensió directa.

La rectificació activa, o rectificació síncrona, és una tècnica per millorar l'eficiència de la rectificació substituint els díodes per interruptors controlats activament, normalment MOSFET de potència o transistors d'unió bipolar de potència (BJT). Mentre que els díodes semiconductors normals tenen una caiguda de tensió aproximadament fixa d'uns 0,5-1 volts, els rectificadors actius es comporten com a resistències i poden tenir una caiguda de tensió arbitràriament baixa.

Caiguda de tensió entre un díode i un MOSFET. La propietat de baixa resistència d'un MOSFET redueix les pèrdues ohmiques en comparació amb el rectificador de díode (per sota de 32 A en aquest cas), que presenta una caiguda de tensió important fins i tot a nivells de corrent molt baixos. El paral·lel de dos MOSFET (corba rosa) redueix encara més les pèrdues, mentre que el paral·lel de diversos díodes no reduirà significativament la caiguda de tensió directa.

Històricament, també s'han utilitzat interruptors accionats per vibradors o commutadors accionats per motor per a rectificadors mecànics i rectificació síncrona.
La rectificació activa té moltes aplicacions. S'utilitza amb freqüència per a matrius de panells fotovoltaics per evitar el flux de corrent invers que pot provocar un sobreescalfament amb ombreig parcial alhora que ofereix una pèrdua de potència mínima. També s'utilitza en fonts d'alimentació en mode commutat (SMPS).

## Motivació
La caiguda de tensió constant d'un díode d'unió pn estàndard és normalment entre 0,7 V i 1.7 V, provocant una pèrdua important de potència al díode. L'energia elèctrica depèn del corrent i la tensió: la pèrdua de potència augmenta proporcionalment tant al corrent com a la tensió.
En convertidors de baixa tensió (al voltant de 10 volts i menys), la caiguda de tensió d'un díode (normalment al voltant de 0,7 a 1 volts per a un díode de silici al seu corrent nominal) té un efecte advers sobre l'eficiència. Una solució clàssica substitueix els díodes de silici estàndard per díodes Schottky, que presenten caigudes de tensió molt baixes (fins a 0,3). volts). Tanmateix, fins i tot els rectificadors Schottky poden tenir una pèrdua significativament més gran que el tipus síncron, sobretot a corrents elevats i baixes tensions.
Quan s'adreça a convertidors de molt baixa tensió, com ara una font d'alimentació d'un convertidor buck per a una CPU d'ordinador (amb una sortida de tensió al voltant d'1 volts i molts amperes de corrent de sortida), la rectificació Schottky no proporciona una eficiència adequada. En aquestes aplicacions, es fa necessària la rectificació activa.

## Descripció
Substituir un díode per un element de commutació controlat activament com un MOSFET és el cor de la rectificació activa. Els MOSFET tenen una resistència constant molt baixa a l'hora de conduir, coneguda com a resistència activa (R DS(on)). Es poden fer amb una resistència d'encesa tan baixa com 10 mΩ o fins i tot inferior. La caiguda de tensió a través del transistor és llavors molt menor, el que significa una reducció de la pèrdua de potència i un guany d'eficiència. Tanmateix, la llei d'Ohm regeix la caiguda de tensió a través del MOSFET, el que significa que a corrents elevats, la caiguda pot superar la d'un díode. Aquesta limitació es soluciona generalment bé col·locant diversos transistors en paral·lel, reduint així el corrent a través de cada un individual, o utilitzant un dispositiu amb més àrea activa (en els FET, un dispositiu equivalent al paral·lel).

## Díode ideal
Un MOSFET controlat activament per actuar com a rectificador —activat activament per permetre el corrent en una direcció, però activament apagat per bloquejar el corrent que flueixi en l'altra direcció— de vegades s'anomena díode ideal. L'ús de díodes ideals en lloc d'un díode estàndard per a la derivació del panell elèctric solar, la protecció de la bateria inversa o en un pont rectificador redueix la quantitat d'energia dissipada als díodes, millorant l'eficiència i reduint la mida de la placa de circuit i el pes de la calor. pica necessària per fer front a la dissipació de potència.